# Mark Boone Junior
Mark Heidrich (17 de marzo de 1955), conocido artísticamente como Mark Boone Junior, es un actor estadounidense, recordado sobre todo por su papel como Bobby Munson en la serie Sons of Anarchy (2008-2014), de FX. Además, ha actuado en películas como Trees Lounge (1996), Memento (2000), 2 Fast 2 Furious (2003), Lonesome Jim (2005), Batman Begins (2005) y Life of Crime (2014), entre otras.

## Primeros años
Mark Boone Junior es hijo de Bob, especialista en construcción, y Ginny Heidrich, maestra. Creció en la costa norte de Chicago, donde solía jugar al fútbol soccer, y asistió a la Universidad de Vermont. Después de la universidad, se trasladó a Nueva York en 1976, donde comenzó su carrera como actor haciendo obras de teatro junto a su amigo Steve Buscemi, quien más tarde lo incluyó en su debut como director, Trees Lounge (1996). Tomó su sobrenombre de una inscripción en un monumento conmemorativo de guerra en Nueva York, y desde entonces ha sido conocido por sus amigos como "Boone". En 1990, se trasladó a Los Ángeles para continuar su carrera como actor. Tiene ascendencia alemana, escocesa e inglesa.

## Carrera
Comenzó escribiendo, produciendo y actuando en pequeñas obras teatrales en Nueva York en 1982, época en la que conoció a Steve Buscemi. Ambos realizaron numerosas actuaciones en muchos teatros legendarios, como La MaMa, y en otros clubes que proliferaban en la ciudad durante la década de 1980. En ese periodo de tiempo, desarrollaron un estilo único de contar historias, adaptando un gran número de obras y siendo autores de otras. Junto a Buscemi, además, formó un grupo musical llamado The Pawns of Love, donde Boone componía, escribía canciones y tocaba la guitarra, y Buscemi cantaba.
Frecuentemente interpreta policías u otras figuras de autoridad, por ejemplo en Se7en como un agente del FBI o en Batman Begins como el corrupto Detective Flass. Ha tenido una prolífica carrera, pues ha aparecido en más de setenta películas, entre ellas 2 Fast 2 Furious, Get Carter, La hija del general, La delgada línea roja, 30 Days of Night y Die Hard 2. También ha participado como invitado en series de televisión como Law & Order, Seinfeld y Curb Your Enthusiasm. Ha tenido papeles en tres de las cuatro películas de Buscemi como director: Trees Lounge, Animal Factory y Lonesome Jim. Han formado parte casi del mismo círculo, lo que les ha permitido compartir créditos en varias ocasiones. Entre 2008 y 2014, formó parte del reparto principal de la serie Sons of Anarchy, donde interpretó a "Bobby Elvis" Munson, el violento tesorero de un club de motocicletas de California, una banda rebelde formada en su mayoría por veteranos de guerra.
En agosto de 2010, después de cometer una falta de tránsito, agredió a un oficial de policía y se resistió al arresto. Boone estaba conduciendo sin cinturón de seguridad y hablando por teléfono. Fue detenido y liberado después de pagar veinte mil dólares de fianza.

## Filmografía

### Películas
- The Visit (1980)
- Variety (1983)
- Born in Flames (1983)
- The Way It Is (1986)
- Last Exit to Brooklyn (1989)
- Cookie (1989)
- Borders (telefilm, 1989)
- Esclavos de Nueva York (1989)
- Historias de Nueva York (1989)
- Prisoners of Inertia (1989)
- Die Hard 2 (1990)
- Force of Circumstance (1990)
- In the Spirit (1990)
- Delirious (1991)
- Fever (telefilm, 1991)
- Of Mice and Men (1992)
- Sketch Artist (1992) (TV)
- The Paint Job (1992)
- What Happened to Pete (1992)
- Geronimo: An American Legend (1993)
- Daybreak (telefilm, 1993)
- Hoggs' Heaven (telefilm, 1994)
- Se7en (1995)
- Last of the Dogmen (1995)
- Naomi & Wynonna: Love Can Build a Bridge (telefilm, 1995)
- Rápida y mortal (1995)
- The Beatnicks (1996)
- Trees Lounge (1996)
- Hugo Pool (1997)
- Cold Around the Heart (1997)
- The Game (1997)
- Rosewood (1997)
- Hack (1997)
- The Thin Red Line (1998)
- I Still Know What You Did Last Summer (1998)
- Octubre 22 (1998)
- The Treat (1998)
- Me levanté temprano el día de mi muerte (1998)
- Armageddon (1998) (sin acreditar)
- Vampiros (1998)
- Montana (1998)
- ATF (telefilm, 1999)
- Buddy Boy (1999)
- La hija del general (1999)
- The Wetonkawa Flash (1999)
- Spanish Judges (1999)
- Smut (1999)
- The Gold Cup (2000)
- Get Carter (2000)
- Memento (2000)
- Everything Put Together (2000)
- Animal Factory (2000)
- The Beat Nicks (2000)
- Proximity (2001)
- Ordinary Madness (2001)
- The Real Deal (2002)
- Long Time No See (2002)
- Beautiful (2003)
- Wild Turkey (2003)
- Greasewood Flat (2003)
- 2 Fast 2 Furious (2003)
- Shade (2003)
- Frankenfish (2004)
- Dead Birds (2004)
- Jam (2004)
- The Grey (2004)
- Sawtooth (2004)
- Full Clip (2004)
- Batman Begins (2005)
- The Nickel Children (2005)
- Lonesome Jim (2005)
- Venice Underground (2005)
- One Night with You (2006)
- Mentes en blanco (2006)
- Wristcutters: A Love Story (2006)
- The Legend of Lucy Keyes (2006)
- 30 Days of Night (2007)
- Management (2008)
- Blackout (2008) (sin acreditar)
- A Perfect Place (cortometraje, 2008)
- Frozen River (2008)
- Vice (2008)
- The Donner Party (2009)
- Halloween II (2009)
- The Mother of Invention (2009)
- Spooner (2009)
- The North Pole Deception (cortometraje, 2010)
- Pete Smalls Is Dead (2010)
- Happiness Runs (2010)
- Five Star Day (2010)
- Swifty & Veg (cortometraje, 2010)
- The Black Belle (2010)
- Everything Will Happen Before You Die (2010)
- California Indian (2011)
- Fully Loaded (2011)
- Lost Angeles (2012)
- Carlos Spills the Beans (2012)
- Look at Me (2012)
- Missing Pieces (2012)
- Hollywood Blvd (2012)
- Life of Crime (2013)
- Charlie (2014)
- Helicopter Mom (2014)
- Street Level (2015)
- The Weight of Blood and Bones (cortometraje, 2015)
- Let Me Make You a Martyr (2016)
- Casual Encounters (2016)
- The Nirth of a Nation (2016)

### Series de televisión
- The Mandalorian (2019)

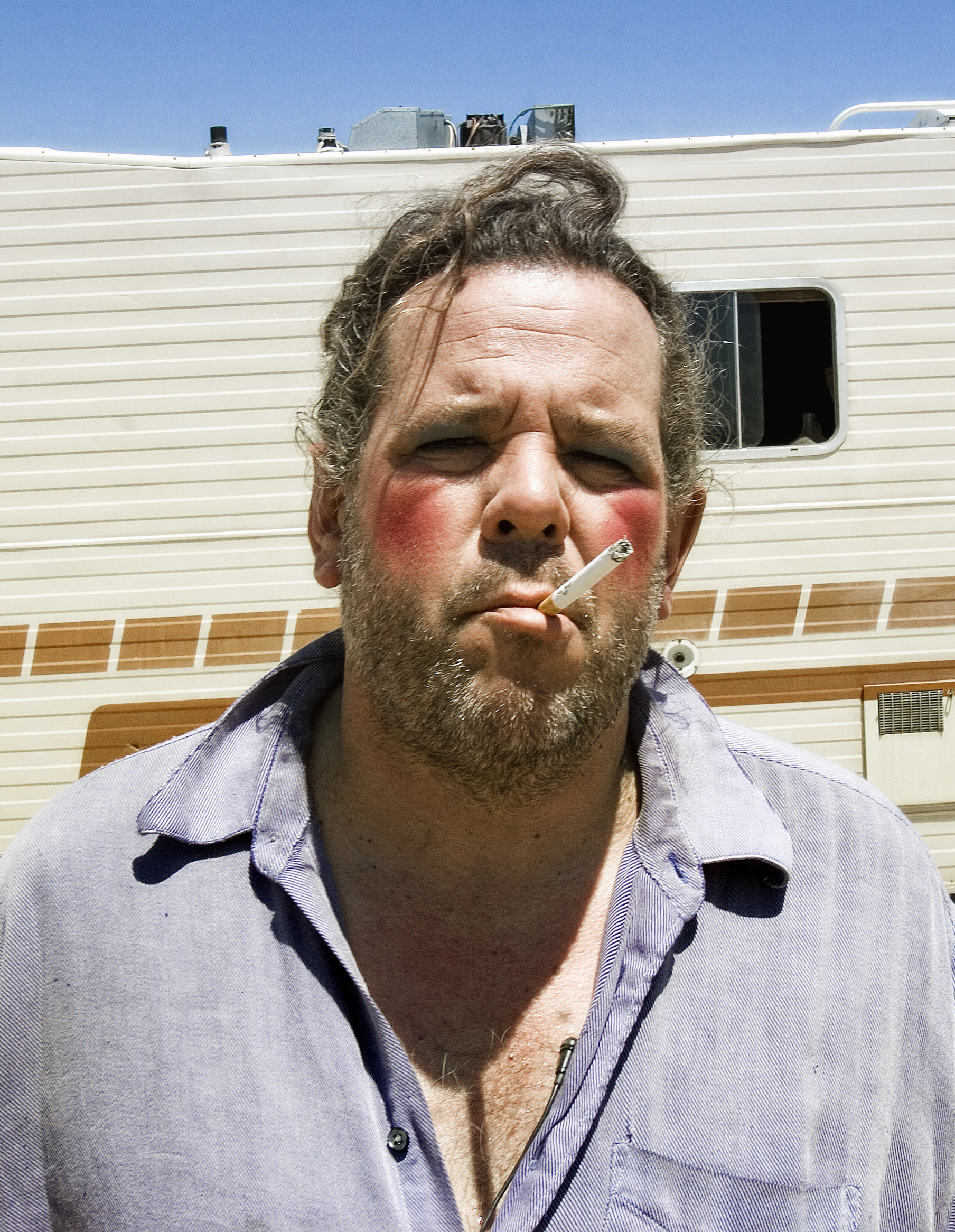
Boone en el set de The Mother of Invention (2009).

- The Last Man on Earth (dos episodios, 2016)
- The Mop and Lucky Files (un episodio, 2016)
- Flaked (dos episodios, 2016)
- Sons of Anarchy (2008-2014)
- Law & Order: Special Victims Unit (un episodio, 2014)
- TRON: Uprising (un episodio, 2012)
- In Plain Sight (dos episodios, 2008)
- Carnivàle (dos episodios, 2005)
- Curb Your Enthusiasm (un episodio, 2001)
- Las aventuras de Pete & Pete (un episodio, 1996)
- Bakersfield P.D. (un episodio, 1993)
- Seinfeld (un episodio, 1992)
- The Wonder Years (un episodio, 1991)
- In the Heat of the Night (un episodio, 1991)
- Quantum Leap (un episodio, 1990)
- Law & Order (un episodio, 1990)
- The Equalizer (dos episodios; 1986, 1989)